# Lealíssima Oposição de Sua Majestade
A Lealíssima Oposição de Sua Majestade (em inglês, His Majesty's Most Loyal Opposition), ou a Oposição Oficial (em inglês Official Opposition), no Reino Unido é a oposição política oficial no Governo de Sua Majestade. Normalmente é formado pelo segundo maior partido do Reino em maioria na Câmara dos Comuns, sendo que o maior partido é o que forma o governo. Desde as eleições gerais de 2024, o Partido Conservador é a Oposição oficial. 

## Origens
A frase His Majesty's Opposition foi criada em 1826, antes do surgimento do moderno sistema bipartidário, numa época em que o Parlamento consistia em interesses, relações e facções, em vez de partidos estritamente políticos e coerentes como se vê hoje (embora os Whigs e os Tories fossem os dois principais partidos). Atacando o Secretary of State for Foreign and Commonwealth Affairs (Secretário de Estado dos Negócios Estrangeiros e da Comunidade das Nações) George Canning, na Casa dos Comuns, John Hobhouse disse (traduzido do inglês):
Diz-se que é difícil para os Ministros de Sua Majestade levantar objeções desse caráter, mas é mais difícil para a Oposição de Sua Majestade compeli-los a seguir esse curso.
A frase foi bem vinda e usada desde então.

## Dias da Oposição
Embora na maioria dos dias a Câmara dos Comuns são ocupadas por negócios do Governo, 20 dias são retirados para debates da oposição. Destes dias, dezessete estão à disposição do Líder da Oposição e três podem ser usados pelo líder dos partidos de oposição menores, ou terciários, que na história mais recente tem sido o Liberal Democrats (Partido Liberal Democrata).
Embora a oposição não tenha mais poderes formais na definição da agenda parlamentar, eles possuem uma certa influência através de um processo conhecido como "usual channels".

## Líder da oposição
O Líder da Lealíssima Oposição de Sua Majestade é geralmente visto como alternativa ao Primeiro Ministro em funções, que recebe um salário e possui certas responsabilidades de Primeiro Ministro, incluindo atividades como conselheiro do Conselho Privado do Reino Unido. Desde 1915, o líder da oposição é, assim como o Primeiro Ministro, um membro da Câmara dos Comuns. Embora tenha existido lideres na Câmara dos Lordes, nunca houve um líder de oposição global. 
Embora nunca tenha havido uma disputa para decidir quem seria o líder da oposição, com a lei Ministerial and other Salaries Act de 1975, cabe ao Speaker (Presidente) da Câmara dos Comuns possuir a palavra final sobre quem será o Líder da Oposição. A atual líder é Kemi Badenoch, desde novembro de 2024, do Partido Conservador.

## Questões ao Primeiro Ministro
As funções parlamentares mais públicas do líder da oposição são as Prime Minister's Questions (Perguntas ao Primeiro-Ministro), ou PMQs, que atualmente ocorrem em uma sessão de 30 minutos realizada nas tardes de quarta-feira quando o Parlamento está sentado. O líder da oposição tem seis questões, que ele geralmente  divide em duas sub-questões. Outros deputados da oposição também têm o direito de questionar o primeiro-ministro, sendo selecionados através de uma votação, ou por aclamação do Orador. Por convenção, outros membros do Gabinete Sombra não questionam o primeiro-ministro em PMQs, exceto quando quem ora é o Líder da Oposição.

## Assento
Como é habitual no Sistema Westminster, e noutras assembleias legislativas e conselhos do Reino Unido, o governo e os seus apoiantes sentam-se à direita do Speaker, e os partidos de oposição sentam-se à esquerda. Atualmente, membros do Partido Conservador e do Partido Liberal Democrata (que formam a base do governo) sentam-se à direita do orador, enquanto o Partido Trabalhista e seus apoiantes sentam-se à esquerda. 